# Огневушка-поскакушка (сказ)
«Огневушка-поскакушка» — сказ Павла Бажова из его сборника «Малахитовая шкатулка», созданный на основе фольклора Урала.
Впервые был напечатан в свердловской газете «Всходы коммуны» (1940). Сказ был переведен на английский язык Аланом Уильямсом (Alan Moray Williams) в 1944 году в составе сборника «The Malachite Casket: Tales from the Urals» и Эвой Мэннинг (Eve Manning) в 1950-х годах под названием «The Dancing Fire Maid».
Сказ печатался в СССР и России как в сборнике сказов, так и отдельной книгой.

## Сюжет
Главные действующие лица сказа — старый старатель дед Ефим; мальчик Федюнька, живший у отца (работал на заводе) с мачехой; рабочие-старатели; знакомые ребята; девушка Огневушка-поскакушка.
Однажды дед Ефим, взрослые старатели и Федюнька сидели у костра и вели разговоры. В конце их разговора из костра вынырнула девочка с платочком и пошла плясать. Это и была Огневушка-поскакушка, которая подавала знак, где можно найти золото. Вскоре все забыли про этот случай, только у Федюньки из головы не выходила эта девочка. А дед Ефим подтвердил ему, что Огневушка-поскакушка указывает, где имеется золото. Отец мальчика женился во второй раз, мачеха Федюньку невзлюбила, поэтому он много времени проводил у Ефима, слушая его рассказы.
Вскоре отца Федюньки покалечило на заводе, он лежал в казарме, мачеха совершенно забыла про пасынка. Настала зима, и Федюнька решил отправиться жить к деду Ефиму, мачеха этому только была рада. Когда Федюнька шел к Ефиму через зимний лес, ему снова повстречалась Огневушка-поскакушка, которая растопила перед ним снег, появилась зелёная трава, а на березе запели птицы. Затем девочка дала лопату и исчезла, а мальчик очутился засыпанным в зимнем лесу. Откопавшись из снега лопатой, подаренной Огневушкой, он добрался до деда и рассказал ему о случившемся. Доказательством происшедшего стали кусочки золота, прилипшие к лопате, которые обнаружил дед Ефим (в сказе Бажов их назвал «золотые таракашки»).
Как только началась весна и растаял снег, дед Ефим с Федюней вернулись на то место к берёзе и той же лопатой накопали много золотого песка. Весь сохранить его им не удалось — барин забрал золото вместе с участком. Но несколько лет Ефим и Федюня пожили в достатке, припрятав себе кое-что из добытого. Огневушка-поскакушка больше не появлялась, а прииск, ею показанный, назвали Поскакушкинский.

## В культуре
- Некоторые сюжетные линии балета Сергея Прокофьева «Каменный цветок» (1950) были позаимствованы авторами либретто из двух Бажовских сказов: «Приказчиковы подошвы» и «Огневушка-поскакушка»[6], где Огневушка является одним из действующих лиц балета.
- В 1979 году режиссёром Наталией Головановой по мотивам сказа был снят одноимённый мультфильм.
- Этот сказ Бажова был воплощён одним на радио из ведущих советских мастеров радиовещания для детей — Николаем Литвиновым.
- По настоящее время в России на сценах многих театров ставятся спектакли по мотивом сказа «Огневушка-поскакушка».[7][8] Музыку к одному из спектаклей написала советский композитор Наталия Леви (1952).
- Премию комитета по делам искусств РСФСР за спектакль Нижнетагильского театра кукол «Огневушка-поскакушка» по сказу Павла Бажова получил уральский художник-пейзажист Олег Бернгард.
- Диафильмы:
  - «Огневушка-Поскакушка» — 1956, художник Ю. Ракутин.
  - «Огневушка-Поскакушка» — 1981, художник В. Маркин.[9]